# Liste der Bodendenkmale in Bredstedt
In der Liste der Bodendenkmale in Bredstedt sind die Bodendenkmale der Stadt Bredstedt nach dem Stand der Bodendenkmalliste des Archäologischen Landesamts Schleswig-Holstein von 2016 aufgelistet. Die Baudenkmale sind in der Liste der Kulturdenkmale in Bredstedt aufgeführt.
| Denkmal-ID           | Befundart           | Bezeichnung                                      | Zeitstellung            | Lage                                     | Bemerkungen                      | Bild |
| -------------------- | ------------------- | ------------------------------------------------ | ----------------------- | ---------------------------------------- | -------------------------------- | ---- |
| aKD-ALSH-Nr. 001 179 | Richtstätte         | Versammlungsplatz „Alter Galgenberg“             | Mittelalter             |                                          | 1499 erstmals urkundlich erwähnt |      |
| aKD-ALSH-Nr. 001 180 | Altweg, Hafen       | Weg/Furt/Wasserstraße/Hafen „Alter Dörpumer Weg“ | Vor- und Frühgeschichte |                                          |                                  |      |
| aKD-ALSH-Nr. 001 181 | Befestigung > Deich | Deich/Koog/Sietwende                             | Frühe Neuzeit           | Auf dem Gebiet von Bredstedt und Breklum | 1520 errichtet                   |      |